# OR2T33
OR2T33 (англ. Olfactory receptor family 2 subfamily T member 33) – білок, який кодується однойменним геном, розташованим у людей на короткому плечі 1-ї хромосоми.  Довжина поліпептидного ланцюга білка становить 320 амінокислот, а молекулярна маса — 35 876.
| 10         |  | 20         |  | 30         |  | 40         |  | 50         |
| ---------- |  | ---------- |  | ---------- |  | ---------- |  | ---------- |
| MEMRNTTPDF |  | ILLGLFNHTR |  | AHQVLFMMVL |  | SIVLTSLFGN |  | SLMILLIHWD |
| HRLHTPMYFL |  | LSQLSLMDMM |  | LVSTTVPKMA |  | ADYLTGSKAI |  | SRAGCGVQIF |
| FLPTLGGGEC |  | FLLAAMAYDR |  | YAAVCHPLRY |  | PTLMSWQLCL |  | RMTMSCWLLG |
| AADGLLQAVV |  | TLSFPYCGAH |  | EIDHFFCETP |  | VLVRLACADT |  | SVFENAMYIC |
| CVLMLLVPFS |  | LILSSYGLIL |  | AAVLHMRSTE |  | ARKKAFATCS |  | SHVAVVGLFY |
| GAAIFTYMRP |  | KSHRSTNHDK |  | VVSAFYTMFT |  | PLLNPLIYSV |  | KNSEVKGALK |
| RWLGTCVNIK |  | HQQNEAHRSR |  |            |  |            |  |            |

A: Аланін

C: Цистеїн

D: Аспарагінова кислота

E: Глутамінова кислота

F: Фенілаланін

G: Гліцин

H: Гістидин

I: Ізолейцин

K: Лізин

L: Лейцин

M: Метіонін

N: Аспарагін

P: Пролін

Q: Глутамін

R: Аргінін

S: Серин

T: Треонін

V: Валін

W: Триптофан

Кодований геном білок за функціями належить до рецепторів, g-білокспряжених рецепторів, білків внутрішньоклітинного сигналінгу. 
Задіяний у такому біологічному процесі як поліморфізм. 
Локалізований у клітинній мембрані.